# Véronique Neiertz
Véronique Neiertz, née Dillard le 6 novembre 1942 à Paris, est une femme politique française, membre du Parti socialiste. Durant le deuxième septennat de François Mitterrand, elle est secrétaire d'État chargé de la Consommation puis secrétaire d'État aux Droits des femmes.

## Biographie

### Jeunesse et formation
Véronique Dillard est élève dans une institution religieuse, puis est diplômée de HEC Jeunes Filles(promotion 1965) et de l'Institut national des techniques de la documentation du Conservatoire national des arts et métiers. Elle commence sa carrière comme chargée de cours à l'université de Madagascar.

### Carrière politique

#### Débuts au PS
Véronique Neiertz adhère au Parti socialiste en 1972. Au sein du parti, elle devient la responsable du service de documentation politique, économique et sociale jusqu'en 1981. Durant ces années, elle collabore également au journal du PS, L'Unité.
Au lendemain du congrès de Metz de 1979, Véronique Neiertz devient membre du bureau de la Fédération socialiste des Yvelines, membre du comité directeur, membre du comité exécutif, secrétaire nationale du PS aux luttes des femmes. En 1981, elle est nommée chargée de relations internationales.

#### Députée de Seine-Saint-Denis
Véronique Neiertz est élu députée de la 9e circonscription de la Seine-Saint-Denis le 21 juin 1981. À l'Assemblée nationale, elle est membre de la commission des affaires étrangères et porte-parole du groupe socialiste,.
En tant que parlementaire, elle est désignée au conseil régional d'Île-de-France en 1981, mandat qu'elle occupe jusqu'en 1986,.
De 1982 à 1986, elle préside le Conseil national du bruit. En 1983, elle est élue adjointe au maire de Bondy, Claude Fuzier.
Elle est réélue députée dans sa circonscription lors des élections législatives de 1986 et lors des élections législatives de 1988. Elle quitte son mandat de député après son entrée au gouvernement, le 14 mai 1988. Son élection est invalidée par le Conseil constitutionnel en raison de l'inéligibilité de son suppléant, Claude Fuzier.

#### Fonctions ministérielles
Véronique Neiertz occupe des fonctions ministérielles dans les différents gouvernements socialistes du deuxième septennat de François Mitterrand :
- secrétaire d'État auprès du ministre d'État, ministre de l'Économie, des Finances et du Budget, chargée de la Consommation, du 14 mai 1988 au 16 mai 1991 (gouvernement Michel Rocard (1) et gouvernement Michel Rocard (2)) ;
- secrétaire d'État aux Droits des femmes (auprès du ministre du Travail, de l'Emploi et de la Formation professionnelle du 18 mai 1991 au 2 avril 1992 (gouvernement Édith Cresson) ;
- secrétaire d'État aux Droits des femmes et à la Consommation (auprès du ministre de l'Économie et des Finances) du 5 avril 1992 au 29 mars 1993 (gouvernement Pierre Bérégovoy).

#### Retour à l'Assemblée nationale
Elle retrouve son siège de députée de la 9e circonscription de la Seine-Saint-Denis du 28 mars 1993 au 18 juin 2002, avant de se retirer pour raisons de santé et de transmettre son siège à Élisabeth Guigou,.

## Les «lois Neiertz»
Son nom est entré dans l'histoire du droit par la loi sur le surendettement, dite loi Neiertz (décembre 1989).
Elle fait voter à l'Assemblée nationale la « loi du 18 janvier 1992 » autorisant la publicité comparative. Le projet de loi fixe aussi le principe de la création du code de la consommation, pour réunir l'ensemble des textes juridiques qui y ont trait.
Elle a fait voter la « loi du 27 janvier 1993 »  qui punit l'« entrave à avortement volontaire » de deux mois à deux ans d'emprisonnement et d'une amende de 2 000 à 30 000 francs,.

## Détail des mandats et fonctions

### À l'Assemblée nationale
- Du 2 juillet 1981 au 28 juillet 1988 : députée de la 9e circonscription de la Seine-Saint-Denis.
- Du 2 avril 1993 au 18 juin 2002 : députée de la 9e circonscription de la Seine-Saint-Denis.

### Au gouvernement
- Du 14 mai 1988 au 16 mai 1991 : secrétaire d'État auprès du ministre d'État, ministre de l'Économie, des Finances et du Budget, chargée de la Consommation.
- Du 18 mai 1991 au 2 avril 1992 : secrétaire d'État aux Droits des femmes auprès du ministre du Travail, de l'Emploi et de la Formation professionnelle.
- Du 5 avril 1992 au 29 mars 1993 : secrétaire d'État aux Droits des femmes et à la Consommation auprès du ministre de l'Économie et des Finances.

## Publications
- Véronique Neiertz, Véridique histoire d'un septennat peu ordinaire, B. Grasset, 1987 (ISBN 2-246-38291-2 et 978-2-246-38291-1, OCLC 17547142, lire en ligne)

## Décoration
- Chevalière de la Légion d'honneur, le 11 juillet 2014 au titre de « ancienne ministre, ancienne députée de Seine-Saint-Denis ; 35 ans de services »[18].